# 나카우라촌 (니가타현)
나카우라촌(中浦村)은 니가타현 기타칸바라군에 있던 촌이다.

## 역사
- 1889년 4월 1일 - 정촌제 시행에 수반해 기타칸바라군 나카우라촌이 성립하였다.
- 1955년 3월 31일 - 혼다촌과 합병해 후쿠시마촌이 되어 소멸하였다.

## 교통

### 철도
- 일본국유철도 (현 동일본 여객철도)
  - 우에쓰 본선

또한, 구촌 지역에는 이밖에 동일본 여객철도(JR 동일본) 하쿠신선도 지나고 있지만, 현재까지 역은 미설치되어 있다. 

## 참고문헌
- 『市町村名変遷辞典』東京堂出版、1990年。